# 第72回NHK紅白歌合戰
第72回NHK红白歌合战（日语：第72回NHK紅白歌合戦）於日本时间2021年12月31日下午7时30分至11时45分在日本东京的東京國際論壇A厅以现场直播的方式举行。

## 播出概要
如未特別说明，以下日期皆为2021年。
- 在上屆紅白受到COVID-19疫情影响而采用无观众方式举办后，本屆紅白恢复现场观众入场。观众招募的申请通过网络完成[1]。在10月20日申请截止后，根据NHK的数据，共收到121425件申请，相比2019年的1230944件，减少约9成[2]。
- 受到NHK音乐厅扩建及防震施工的影响，本次红白歌合战改在东京都千代田區的東京國際論壇A厅举行，是自1973年首度從東京寶塚劇場移師至NHK音樂廳以來，睽違49年首度離開NHK音樂廳舉辦[3]，但少部份項目會在NHK廣播電視中心的攝影棚內演出。
- 10月17日，擁有連續出場次數最多的演歌歌手五木宏宣佈今年將不再出席紅白。他保持着自1971年至2020年連續出賽50次的紀錄[4][5]。
- 10月29日，NHK公布了主持人名单，包括首次主持的演员川口春奈、连续第二次主持的演员大泉洋、以及NHK播報員和久田麻由子。本次红白的主持人不再冠以过往“红组主持”、“白组主持”、“综合主持”的名义，通称为“主持人”（日文谓之）[6]。而過往採用的紅、白二圓相叠的標誌，亦改為紅白漸變長方形，以表達支持多元价值观的理念。
- 11月19日，於NHK广播电视中心舉辦記者會公佈出場歌手名單，該名單同時在NHK網站上發布。本屆紅白共有10組歌手首次出場，包括紅組的Awesome City Club（日语：Awesome City Club）、上白石萌音、BiSH、millennium parade（日语：millennium parade）×Belle（中村佳穗（日语：中村佳穂））以及白組的KAT-TUN、Snow Man、DISH//、平井大、布袋寅泰和Mafumafu。同日亦宣布松平健將在「Colourful」特別企劃中登場，這是他自2004年（第55回）以來再度登場紅白。
  - Snow Man原本預定在去年的紅白首次出場並且出席了該年的記者會，但其後因為有成員感染COVID-19，而主動辭退演出，故他們仍然属于初次登場紅白。
- 12月21日，除了松田聖子之外，其他紅組和白組歌手的演唱曲目公布。
- 12月22日，公佈審查員名單及投票方式。因應本屆紅白恢復現場觀眾入場，故重新加入現場觀眾投票。電視觀眾投票方法則和上回相同，即當收看的數碼電視錄得10次「連續5分鐘觀看紅白」（即最少須連續觀看50分鐘）便可獲1票，以本年度節目總長度為250分鐘，最多可獲5票，然後觀眾可透過遙控器，自由分配票數的取向，可全數投於某一組，或是按比例把票投給各組均可，投票時間截至結果發表前約1分鐘為止。惟上回一開始觀看即取得1票的安排則取消。
- 12月23日，公佈兩個特別企劃的相關內容。第一個是包括以日本最具代表性的三部電玩及動漫作品《勇者鬥惡龍》《鬼滅之刃》《新世紀福音戰士》的音樂作品共同組成的「Colourful特別企劃 〜給予明天勇氣的歌〜」，該企劃中邀請到東京都交響樂團和高橋洋子作為特別嘉賓出場；第二個則是「讓日本各地的除夕夜變得Colourful吧！」，該企劃則邀請到在此之前已經登場紅白39次的細川貴志以特別嘉賓身份出場。[7][8]
- 12月24日，追加公佈藤井風將以白組身份首度紅白出場[9]。
- 12月25日，追加公佈佐田雅志繼去年之後再度以特別企劃方式，在自己的跨年演唱會上通過連線方式出場紅白，這也是他累積第21次紅白出場[10]；另一方面，受12月18日女儿神田沙也加突然離世的影響，松田聖子最終宣布辭演本次紅白。這是繼去年Snow Man主動宣布辭演後，再度有歌手因個人原因而主動辭演紅白[11][12]。
- 12月26日，公佈柚子及石川小百合的共演名單。柚子將聯同花藝家東信（日语：東信 (フラワーアーティスト)）共同出演[13]；石川小百合則與饒舌歌手KREVA（日语：KREVA）[注 1]及結他手MIYAVI（石原崇雅）共演[注 2][14]。
- 12月27日，追加公佈成團二十周年的樂隊決明子以特別企劃方式首度出場[14]。同時亦公佈了出場次序。本屆雙方壓軸歌手與去屆相同，白組由福山雅治擔任（連續兩次）；紅組兼總壓軸為MISIA（連續兩屆總壓軸、連續三屆紅組壓軸）[15] 。另外，也公佈了上白石萌音、藥師丸博子及三山宏的共演嘉賓。
- 12月28日：公佈加插晨間劇《歡迎回來百音》紅白企劃。包括擔任審查員的清原果耶及坂口健太郎在內的十位主要演員將會一同出演。

### 正式播出
- 12月31日：節目播出，最終紅組因會場投票（1,110：1,000）及家庭觀眾投票（2,189,150：1,956,996）佔優而獲得2連勝；惟在審查員投票中，6名審查員均一致投票於白組，結果出現0：6的極端結果。
  - 三山宏於演唱其歌曲「浮世傘」時，第5度進行連續完成劍玉「大皿」人數最多的健力士世界紀錄挑戰，最終以126人完成，再一次刷新去年125人的紀錄。

## 主持人
- 川口春奈（NHK晨間劇《心胸咚咚》飾演比嘉良子）
- 大泉洋（NHK綜合台音樂節目《SONGS (電視節目)》負責人、NHK大河劇《鎌倉殿的13人》飾演源赖朝）
- 和久田麻由子（NHK《九點看新聞》主持人）
  - 正如上面所述，本屆的紅白主持不冠以「紅組主持」、「白組主持」、「綜合主持」的名義，通稱為「主持人」（司會）。
  - 值得一提的是，自2017年（第68回）起連續四屆擔任綜合主持的搞笑藝人內村光良，並沒有成為本屆紅白的主持，使本屆紅白繼2016年（第67回）後再度恢復為3人主持的體制。

## 出场歌手
初次登场／  重返红白／  特别企划
| 紅組 | 紅組                                 | 紅組      | 紅組                        | 白組      | 白組            | 白組      | 白組                                       |
| 出場 順序 | 歌手或團體名                         | 登場 次數 | 歌曲                        | 出場 順序 | 歌手或團體名    | 登場 次數 | 歌曲                                       |
| 前半 | 前半                                 | 前半      | 前半                        | 前半      | 前半            | 前半      | 前半                                       |
| --- | ------------------------------------ | --------- | --------------------------- | --------- | --------------- | --------- | ------------------------------------------ |
| 1 | LiSA                                 | 3         | 黎明之星 （）               | 2         | 鄉裕美          | 34        | 兩億四千萬隻眼睛-Exotic Japan- （）        |
| 4 | NiziU                                | 2         | Take a picture              | 3         | DISH//          | 初        | 貓                                         |
| 6 | 櫻坂46                               | 2         | 流彈 （流れ弾）                   | 5         | 山内惠介        | 7         | 相逢有樂町 （有楽町で逢いましょう）                            |
| 「讓日本各地的除夕夜變得Colourful吧！」 YOASOBI with Midories、阿青與琪琪 「飛燕」 |                                      |           |                             |           |                 |           |                                            |
| 7 | Awesome City Club                    | 初        | 勿忘                        | 8         | GENERATIONS     | 3         | Make Me Better                             |
| 9 | 日向坂46                             | 3         | 只有你最強 （君しか勝たん）             | 10        | 純烈            | 4         | 因為你在身邊 （君がそばにいるから）                          |
| 12 | 天童芳美                             | 26        | 你的星光大道〜銅管SP〜 （あんたの花道〜ブラバンSP〜） | 11        | SixTONES        | 2         | 睫毛膏 （）                                |
| 14 | 上白石萌音                           | 初        | 如果黎明能哼唱 （）         | 13        | KAT-TUN         | 初        | Real Face #2                               |
| 16 | milet                                | 2         | Fly High                    | 15        | King & Prince   | 4         | 在戀愛月夜想你 （恋降る月夜に君想ふ）                        |
| 18 | 水森香織                             | 19        | 啟程的好日子 （いい日旅立ち）           | 17        | Mafumafu        | 初        | 被生命所厭惡。 （命に嫌われている。）                        |
| |                                      |           |                             | 19        | Snow Man        | 初        | D.D.                                       |
| 特別企畫「Colourful」 / 松平健「松健森巴」 |                                      |           |                             |           |                 |           |                                            |
| 後半 |                                      |           |                             |           |                 |           |                                            |
| 「Colourful特別企劃 〜給予明天勇氣的歌〜」 來自《勇者鬥惡龍》的歌曲「序曲」「接著邁向傳說…」 / 東京都交響樂團演奏 來自《鬼滅之刃》的歌曲「炎」 / LiSA 來自《新世紀福音戰士》的歌曲「殘酷天使的行動綱領」 / 高橋洋子 |                                      |           |                             |           |                 |           |                                            |
| 20 | AI                                   | 4         | 畢宿五 （）                 | 21        | 關西傑尼斯8     | 10        | Re:LIVE                                    |
| 22 | BiSH                                 | 初        | Promise The Star （）       | 23        | 三山宏          | 7         | 浮世傘 ～第5回 邁向劍玉世界紀錄之路～ （浮世傘〜第5回 けん玉世界記録への道〜） |
| |                                      |           |                             | 24        | 平井大          | 初        | Stand by me, Stand by you.                 |
| 決明子「Life is beautiful」 |                                      |           |                             |           |                 |           |                                            |
| 25 | Perfume                              | 14        | Polygon Wave （ポリゴンウェイヴ）           |           |                 |           |                                            |
| 26 | millennium parade ×Belle（中村佳穗） | 初        | U                           | 27        | 宮本浩次        | 2         | 黎明之歌 （）                              |
| 28 | 乃木坂46                             | 7         | 契機 （きっかけ）                   |           |                 |           |                                            |
| 「讓日本各地的除夕夜變得Colourful吧！」 細川貴志《望鄉之歌》、《北酒場》 |                                      |           |                             |           |                 |           |                                            |
| 29 | 坂本冬美                             | 33        | 夜櫻阿七 （）               | 30        | 藤井風          | 初        | 閃耀 （）                                  |
| 31 | YOASOBI                              | 2         | 群青                        | 32        | 鈴木雅之        | 4         | 電眼女孩 （）                              |
| |                                      |           |                             | 33        | 柚子            | 12        | 彩虹 （虹）                                  |
| 35 | 愛繆                                 | 3         | 在懂愛之前 （愛を知るまでは）             | 34        | 星野源          | 7         | 不思議                                     |
| |                                      |           |                             | 36        | BUMP OF CHICKEN | 2         | 七彩 （なないろ）                                  |
| 特別企畫 / 佐田雅志「小丑之十四行詩」 |                                      |           |                             |           |                 |           |                                            |
| 37 | 東京事變                             | 2         | 綠酒 （）                   |           |                 |           |                                            |
| 38 | 藥師丸博子                           | 2         | Woman 來自"W的悲劇" （）    |           |                 |           |                                            |
| 39 | 石川小百合                           | 44        | 津輕海峽·冬景色             | 40        | 冰川清志        | 22        | 為了歌唱而活著 （歌は我が命）                        |
| |                                      |           |                             | 41        | 布袋寅泰        | 初        | 再見吧青春之光＜紅白SP＞ （さらば青春の光 ＜紅白SP＞）              |
| 43 | MISIA                                | 6         | 向着明天 2021 （明日へ 2021）          | 42        | 福山雅治        | 14        | 道標 ～紅白2021ver.～                      |

## 其他出演者
此處列出節目中主持人、出場歌手以外的演出人員。

### 審查員
共6人（五十音順）：
- 石川佳純：乒乓球運動員。2020年东京奥运会日本队副队长，在开幕式上担任运动员宣誓代表，并在本届乒乓球比賽中，與伊藤美誠、平野美宇共同獲得女子團體銀牌。
- 清原果耶：演員、模特兒。於本年春季NHK晨間劇《歡迎回來百音》飾演主角永浦百音。
- 小池榮子：演員。於NHK第61部大河劇《鎌倉殿的13人》飾演北條政子。
- 坂口健太郎：演員、模特兒。於本年春季NHK晨間劇《歡迎回來百音》飾演菅波光太朗。
- 谷真海：運動員。擔任2020東京帕運会開幕典禮的入場掌旗官，並在鐵人三項女子PTS5级别中取得第十名。
- 三谷幸喜：編劇、導演。於NHK第61部大河劇《鎌倉殿的13人》擔任編劇。

### 其他播出平台主持人
- 電台解說：佐藤俊吉（日语：佐藤俊吉）、淺野里香（日语：浅野里香）（均隸屬於NHK東京广播电视中心）

### 企劃、應援、共演嘉賓
- 大阪桐蔭高等學校管樂團：為天童芳美演出作伴奏。
- 梅田隆司（日语：梅田隆司）：指揮家、京都文教短期大學客席教授、大阪桐蔭高等學校管樂部總監督。為天童芳美演出作指揮。
- 角野隼斗：鋼琴家、以藝名「Cateen」於YouTube發放其演奏片段而獲得極高人氣。在2021年蕭邦國際鋼琴比賽中晉身第三階段複賽，於上白石萌音表演時擔任伴奏。
- 山田孝之：於動畫特別企劃中擔任旁述，並簡介於2021年9月去世的動畫音樂作曲家椙山浩一。
- 竈門炭治郎（幕後預先配音為花江夏樹）：漫畫《鬼滅之刃》中的主角，於Lisa二度出場演唱《炎》前應援。
- 松陰寺太勇（日语：松陰寺太勇）（Pekopa（日语：ぺこぱ）成員）、兒玉健（日语：児玉健）、DJ KOO（日语：DJ KOO）（TRF成員）、鈴木福、Mukku（日语：ムック (キャラクター)）、田中將大（日本職棒東北樂天金鷲投手）[注 28]、劍玉千葉（劍玉一級指導員、與三山宏經常在Youtube频道中示範劍玉技巧）：在三山宏的演出中參與劍玉企劃的演出。
- ELEVENPLAY（日语：ELEVENPLAY）：舞蹈團體，於Perfume演出擔任伴舞。
- MIKIKO：於Perfume演出擔任編舞。
- 彩青（日语：彩青）、細川貴義：於細川貴志演出中擔任三味線伴奏。
- 花柳糸之社中（日语：花柳糸之社中）：舞蹈團體，於細川貴志演出中擔任伴舞。
- 花柳糸之：於細川貴志演出中擔任編舞。
- 東京愛樂交響樂團（日语：東京フィルハーモニー交響楽団）：於YOASOBI及藥師丸博子演出擔任樂隊伴奏。
- 齋藤毅（日语：斎藤ネコ）：作曲家、編曲家，於YOASOBI演出擔任樂隊指揮。
- GANMI（日语：GANMI）：11人舞蹈團體，於YOASOBI演出擔任伴舞。而成員Sota Kawashima則負責編舞。
- 滋慶學園（日语：学校法人滋慶学園）內的舞蹈員：於YOASOBI演出擔任伴舞。
- 桑野信義：小號手、RATS & STAR（日语：ラッツ&スター）成員，於鈴木雅之演出中擔任小號獨奏及伴唱。
- 佐藤善雄（日语：佐藤善雄）：獨立唱片公司社長、RATS & STAR成員，於鈴木雅之演出中擔任伴唱。
- 東信（日语：東信 (フラワーアーティスト)）：花藝家，為柚子表演時的服裝設計，亦擔任設計本年度紅白現場的主要背景。
- 河村智康（日语：河村智康）、三浦淳悟（日语：三浦淳悟）、長岡亮介、櫻田泰啓、石橋英子（日语：石橋英子）、武嶋聰（日语：武嶋聡）：為星野源作音樂伴奏。
- 松任谷正隆（日语：松任谷正隆）：作曲家兼音樂監製，於藥師丸博子演出擔任鋼琴伴奏[注 29]。
- 下野龍也（日语：下野竜也）：指揮家，於藥師丸博子演出擔任樂隊指揮。
- KREVA（日语：KREVA）：饒舌歌手，於石川小百合表演時出場。
- MIYAVI（石原崇雅）：結他手，於石川小百合表演時出場。
- 西元祐貴：水墨畫家，於石川小百合表演《津輕海峽·冬景色》時設計電腦動態背景。
- 井上鑑（日语：井上鑑）、山木秀夫（日语：山木秀夫）、高水健司、今剛（日语：今剛）、小倉博和（日语：小倉博和）、稻田枝里子、金原千惠子（日语：金原千恵子）：於福山雅治演出中擔任伴奏。
- 都倉俊一：節目結束前演唱《螢之光》時擔任指揮。

### 其他
- 麻布大學野鳥研究部成員：於場館內協助點算現場觀眾的投票數目。

## 收視率
儘管本屆紅白恢復了觀眾入場，但本屆紅白的收視率卻創下了自第40回（1989年）分為兩部播出之後平均收視率最低記錄。根據Video Research的統計，前半部、後半部均無法達至40%。
關東地區的前半部收視率相比前一年下降2.7%，後半部收視率下降6.0%，後半部收視率甚至刷新原紅白最低收視率紀錄-第70回（2019年）的37.3%，下降3.0%，來到34.3%。
| 地區 | 前半部 | 後半部 |
| ---- | ------ | ------ |
| 關東 | 31.5%  | 34.3%  |
| 關西 | 31.1%  | 35.0%  |

## 外部連結
- 官方網站 （页面存档备份，存于）
- 的X（前Twitter）
- 的Instagram帳戶